# L'Arche de Babel
Pour plus de détails, voir Fiche technique et Distribution.
L'Arche de Babel est un téléfilm historique réalisé par Philippe Carrese, diffusé en 2010.

## Synopsis
Juin 1940. Des militaires pacifistes français et italiens se rencontrent dans un fort d’altitude à la frontière franco-italienne. Ils sont en réalité instrumentalisés par Salvatore, un officier italien qui les abat et s'apprête à faire sauter le fort.
Il est dérangé par le retour de trois chasseurs alpins français de l'unité, rejoints par trois communistes italiens en fuite, par deux rabbins polonais et par trois Luxembourgeois perdus dans les tourmentes de la débâcle. Alors que Salvatore se cache, les onze hôtes inattendus du fort  doivent cohabiter et tentent de s'organiser pour survivre, expérimentant la future cohabitation européenne et en pressentant les limites. À l’extérieur du bunker, l’artillerie italienne se déchaîne. À l’intérieur, Salvatore compte toujours le faire exploser…
Le film s'achève sur des cartons évoquant la bataille des Alpes, « seule victoire française de la drôle de guerre », et le traité de Bruxelles de 1948 entre la France, le Royaume-Uni et le Bénélux, préfigurant l'union de l'Europe.

## Fiche technique
- Titre : L'Arche de Babel
- Réalisation : Philippe Carrese
- Scénario : Philippe Carrese, Dominique Lombardi
- Production : Thierry Aflalou pour Comic Strip Production et France 3,  France
- Directeur de la photographie : Serge Dell'Amico
- Assistante de production : Julia Minguet
- Ingénieur du son : Norbert Garcia
- Casting : Coralie Amedeo
- Genre : historique, guerre
- Format : couleur - HD
- Tourné en français (et en italien)
- Date de diffusion :  France : 8 mai 2010 sur France 3

## Distribution
- Patrick Bosso : adjudant-chef Leccia
- Arthur Jugnot : Paul Di Stefano
- Damien Jouillerot : Albert Heller
- Olivier Sitruk : Yankev
- Feodor Atkine : Simon
- Wojtek Pszoniak : Shloime
- Marie Kremer : Eva
- Jeremias Nussbaum : Frantz
- Mia Benedetta : Carlotta
- Luisa De Santis : Maria
- Luigi Filotico : Giuseppe
- Stefano Cassetti : Salvatore